# František Kusala (kněz)
R. D. František Kusala (16. leden 1917 Židenice – 10. listopadu 1996 Moravec) byl český (resp. moravský) římskokatolický duchovní, perzekvovaný v době komunistického režimu.

## Životopis
Po maturitě na brněnském klasickém gymnáziu (v roce 1936) studoval teologii v brněnském alumnátě. Kněžské svěcení přijal 5. července 1941. Po svěcení působil jako kaplan na řadě míst brněnské diecéze (Otnice, Jimramov, Boskovice). Od ledna 1950 byl rok farářem v Novém Městě na Moravě. Odtud musel narukovat na dva a půl roku k PTP. Po návratu z vojenské služby byl 15. května 1954 ustanoven administrátorem v Jamném u Jihlavy. Zde působil do února 1956, kdy byl zatčen a odsouzen na téměř dva roky do vězení. Po návratu z vězení nedostal státní souhlas k veřejné duchovní službě, šest let pak pracoval jako průvodčí tramvaje u Dopravního podniku města Brna. Státní souhlas mu byl znovu udělen až v roce 1964. Pět let byl administrátorem v Letovicích,
od 15. 8. 1969 byl ustanoven administrátorem v Bedřichově na Blanensku, od listopadu téhož roku navíc administrátorem excurrendo v nedalekých Černovicích. Vzhledem k následkům prodělaných dvou mozkových příhod odešel v říjnu 1992 do důchodu. Poslední čtyři roky
života strávil v charitním kněžském domově na Moravci.